# Cisteil
No confundir con Kikteil, poblado del municipio de Mérida, Yucatán.
Cisteil (pronúnciese "kisteil"). Poblado maya, actualmente en el municipio de Yaxcabá, uno de los 106 municipios que conforman el estado de Yucatán, México. 
Ubicado en el sureste de la antigua jurisdicción maya de Sotuta en los límites con Cochuah y a corta distancia de Huntulchac. 
La población fue quemada por el gobierno de José Crespo y Honorato y sus tierras y pozos cubiertos con sal a raíz de la sublevación protagonizada por Jacinto Canek en 1761. En la actualidad el pequeño pueblo está habitado por menos de cien personas.

## Historia
Hasta 1762 fue Cisteil encomienda de Manuel de Argáez. En este sitio, Jacinto Uc de los Santos, después conocido como Jacinto Canek, organizó una rebelión en contra de los españoles que debería estallar el 20 de noviembre de 1761, pero sucedió que unos días antes, sorprendidos los conjurados por un comerciante en alcohol, este fue asesinado por los indígenas mayas. 
Enterado el párroco del pueblo, el padre Rulas, avisa a la guarnición cercana de Sotuta, que envía diez hombres al mando del capitán Tiburcio Cosgaya. Al llegar a Cisteil el pelotón fue cercado y muerto por los rebeldes mayas, con excepción de un soldado que logró huir. 
Al tomar conocimiento el gobierno español de la capital de la provincia, fue enviado un ejército de 500 hombres que entró en la pequeña población, masacró a los moradores, persiguió a los sublevados y finalmente los capturó, conduciéndolos a Mérida. Tras la derrota de los insurrectos se siguió un juicio sumario en contra de Jacinto Canek, a quien se condenó y sacrificó en cruel tormento, quemando su cadáver en la plaza pública y tirando sus cenizas al viento.
Más tarde, en 1762, el gobierno peninsular encabezado José Crespo y Honorato ordenó consumar la destrucción del pueblo cubriéndolo con sal en grano a fin de esterilizar el lugar, para escarmiento de la población maya.
Estas severas medidas punitivas fueron condenadas por el virreinato de la Nueva España y por el propio rey Carlos III de España.

## Demografía
Según el censo de 2010 realizado por el INEGI, la población de la localidad era de 85 habitantes, de los cuales 51 eran hombres y 34 mujeres.
| Gráfica de evolución demográfica de X-Pom entre 1980 y 2010 |
|                                                             |
| Población según los censos del INEGI.                       |